# Здание гауптвахты (Новочеркасск)
Здание гауптвахты в Новочеркасске — один из старейших сохранившихся памятников архитектуры в Новочеркасске. Гауптвахта построена в классическом стиле в 1856 году при наказном атамане М. Г. Хомутове. Автор проекта неизвестен. В настоящее время здание занимает военная комендатура города, а в подвалах по-прежнему находится гауптвахта. В свое время в ней содержались революционер Н. И. Кибальчич, будущий поэт М. В. Исаковский. Новочеркасская гауптвахта упоминается в романе «Хождение по мукам» А. Н. Толстого:

Закрываю глаза, Вадим Петрович, и, как сейчас, вижу ступени этого портика, залитые кровью... Проходил я тогда мимо - слышу страшный крик, такой, знаете, бывает крик, когда мучат человека... Среди белого дня, в центре столицы Дона... Подхожу. Около гауптвахты — толпа, спешенные казаки. Молчат, глядят, — у колонн происходит экзекуция, на страх населению. Из караулки выводят, по двое, рабочих, арестованных, за сочувствие большевизму. Вы понимаете, — за сочувствие. Сейчас же руки им прикручивают к колоннам, и четверо крепеньких казачков бьют их нагайками по спине и по заду-с. Только свист, рубахи, штаны летят клочками, мясо — в клочьях, и кровь, как из животных, льет на ступени... Трудно меня удивить, а тогда удивился, кричали очень страшно... От одной физической боли так не кричат... 

## Описание
Одноэтажное сооружение представляет большую художественную ценность. Треугольный фронтон, имеющий зубчики по карнизу, опирается на две колонны ионического ордера с каннелюрами в центре и две пилястры по краям. Окна, расположенные слева и справа от пилястр, украшены сегментными сандриками, а оконные наличники — пилястрами. Фриз здания обогащён рельефом геометрического рисунка. На углах фасада также находятся пилястры. Особенностью этого здания является наличие лоджии в центре фасада.